# JEALOUSYを眠らせて
「JEALOUSYを眠らせて」（ジェラシーをねむらせて）は、1990年5月16日に発売された氷室京介の5枚目のシングル。

## 解説
- フジテレビ系ドラマ『恋のパラダイス』主題歌。
- デビュー曲「ANGEL」以来の2週1位を達成（連続ではなく隔週）。
- 売上枚数は45万枚。

## 収録曲
全作曲：氷室京介　全編曲：氷室京介・西平彰
1. JEALOUSYを眠らせて
作詞：松井五郎・氷室京介
本作は氷室の楽曲中でも数多くのバージョンが存在し、その度に歌い直されている。
すべてのベスト・アルバムに収録されているが、1998年以降のバージョンはイントロのアカペラのサビがなくなっている。
収録アルバムによっては「JEALOUSY」だけの表記になることもある。
シングル・バージョンは、『SINGLES』のみ収録。
2. LOVER'S DAY
作詞・作曲：氷室京介
タイトル曲と違いMVが存在する。こちらもベスト・アルバムに収録されることが多い。

## 収録作品
JEALOUSYを眠らせて
- Higher Self

「JEALOUSYを眠らせて (RE-MIX VERSION)」を収録。
- masterpiece ＃12

「JEALOUSYを眠らせて」のリミックス（『Higher Self』のリミックスとは別物、タイトルが「JEALOUSY」になっている）と、「JEALOUSY (RARE MASTER 1990)」を収録。
「JEALOUSY (RARE MASTER 1990)」はシングル発売前にドラマ『恋のパラダイス』の番宣コマーシャルなどで使用されていたもの。作詞クレジットが氷室京介のみになっており、このアルバムにのみ収録されたレア音源である。
- SINGLES

シングルバージョンを収録。タイトルが「JEALOUSY」になっている。
- Collective SOULS 〜THE BEST OF BEST〜

リテイクを収録。曲自体のアレンジは変わらないが、リミックスが施されている。
- Case of HIMURO

『Collective SOULS 〜THE BEST OF BEST〜』のものと同一。タイトルが「JEALOUSY」になっている。
- 20th Anniversary ALL SINGLES COMPLETE BEST JUST MOVIN' ON 〜ALL THE-S-HIT〜

『Collective SOULS 〜THE BEST OF BEST〜』のものと同一。
- KYOSUKE HIMURO 25th Anniversary BEST ALBUM GREATEST ANTHOLOGY

『Collective SOULS 〜THE BEST OF BEST〜』のものと同一。
- L'EPILOGUE

『Collective SOULS 〜THE BEST OF BEST〜』のものと同一。
LOVER'S DAY
- Higher Self

インストの「LOVER'S DAY -SOLITUDE-」を収録。
- LOVER'S DAY 〜double happiness〜

大村雅朗のアレンジによるインスト「LOVER'S DAY」「LOVER'S DAY (REPRISE)」を収録。
- masterpiece ＃12

リミックスを収録。
- SINGLES

シングルバージョンを収録。
- LOVER'S DAY II

井上鑑のアレンジによるインスト「LOVER'S DAY」を収録。
- Ballad〜La Pluie

シングルバージョンを収録。
- Case of HIMURO

シングルバージョンを収録。
- 20th Anniversary ALL SINGLES COMPLETE BEST JUST MOVIN' ON 〜ALL THE-S-HIT〜

「LOVER'S DAY (20th Anniversary Special Arrange Version)」を収録。
- KYOSUKE HIMURO 25th Anniversary BEST ALBUM GREATEST ANTHOLOGY

「LOVER'S DAY (vocal retake & remix)」を収録。
- L'EPILOGUE

## ライブ映像作品
JEALOUSYを眠らせて
- OVER SOUL MATRIX
- LIVE AT THE TOKYO DOME SHAKE THE FAKE TOUR
- The One Night Stands 〜TOUR "COLLECTIVE SOULS" 1998〜
- Digital BeatNix Tower
- 20th ANNIVERSARY TOUR 2008 JUST MOVIN' ON -MORAL〜PRESENT-
- L'EGOISTE
- KYOSUKE HIMURO COUNTDOWN LIVE CROSSOVER 05-06 1st STAGE/2nd STAGE
- 20th Anniversary TOUR 2008 JUST MOVIN' ON -MORAL〜PRESENT- Special Live at the BUDOKAN
- SPECIAL GIGS THE BORDERLESS FROM BOØWY TO HIMURO
- KYOSUKE HIMURO 25th Anniversary TOUR GREATEST ANTHOLOGY -NAKED-FINAL DESTINATION DAY-01
- KYOSUKE HIMURO LAST GIGS
- KYOSUKE HIMURO THE COMPLETE FILM OF LAST GIGS

LOVER'S DAY
- Birth of Lovers
- OVER SOUL MATRIX
- LIVE AT THE TOKYO DOME SHAKE THE FAKE TOUR
- CASE OF HIMURO 15th Anniversary Special LIVE
- SOUL STANDING BY〜
- KYOSUKE HIMURO TOUR 2007"IN THE MOOD"
- L'EGOISTE
- KYOSUKE HIMURO LAST GIGS
- KYOSUKE HIMURO THE COMPLETE FILM OF LAST GIGS